# 16-я авиационная дивизия
 16-я смешанная авиацио́нная диви́зия  — авиационное воинское соединение Вооружённых сил СССР , сформированное в 1940 году и принимавшее участие в Великой Отечественной войне.

## Формирование дивизии
16-я смешанная авиационная дивизия сформирована в Тарнополе в августе 1940 года Постановлением Совета народных комиссаров СССР и директивой ГШ от 25.07.1940 г. в Киевском Особом военном округе на основе 35-й авиационной бригады ВВС КОВО.

## Переформирование дивизии
16-я авиационная дивизия 10 февраля 1942 года обращена на формирование Военно-воздушных сил 21-й армии.

## В действующей армии
В составе действующей армии:
- 22 июня 1941 года по 10 февраля 1942 года.

## Командиры дивизии
| Звание                | Имя                            | Период                  | Примечание                |
| --------------------- | ------------------------------ | ----------------------- | ------------------------- |
| генерал-майор авиации | Шевченко Владимир Илларионович | 01.02.1941 — 10.02.1942 | убыл командиром 217-й иад |

## В составе соединений и объединений
| Дата          | Фронт (округ)                 | Армия          | Примечания      |
| ------------- | ----------------------------- | -------------- | --------------- |
| 25.07.1940 г. | Киевский особый военный округ | ВВС округа     | -               |
| 22.06.1941 г. | Юго-Западный фронт            | ВВС фронта     |                 |
| 01.07.1941 г. | Юго-Западный фронт            | ВВС 6-й армии  |                 |
| 10.07.1941 г. | Юго-Западный фронт            | ВВС фронта     |                 |
| 01.11.1941 г. | Юго-Западный фронт            | ВВС 21-й армии |                 |
| 01.12.1941 г. | Юго-Западный фронт            | ВВС фронта     |                 |
| 01.01.1942 г. | Юго-Западный фронт            | ВВС 21-й армии | переформированы |
| 10.02.1942 г. | Юго-Западный фронт            | ВВС 21-й армии | переформированы |

## Состав дивизии
На 22 июня 1941 года
Управление — Тарнополь
- 86-й скоростной бомбардировочный авиационный полк — Трембовля
- 87-й истребительный авиационный полк — Тарнополь
- 92-й истребительный авиационный полк — Броды
- 226-й скоростной бомбардировочный авиационный полк — Черток, Бузове
- 227-й скоростной бомбардировочный авиационный полк — Ольшаница, Бордянка

В разное время
| Части                                                  | Период                  | Примечание |
| ------------------------------------------------------ | ----------------------- | --- |
| 86-й скоростной бомбардировочный авиационный полк      | 29.07.1940 — 15.07.1941 | 54 СБ (3 неисправных), 10 Пе-2, выведен на переформирование |
| 226-й скоростной бомбардировочный авиационный полк     | 13.09.1940 — 24.06.1941 | вошёл в состав 62-й ад |
| 227-й скоростной бомбардировочный авиационный полк     | 13.09.1940 — 24.06.1941 | Су-2, вошёл в состав 62-й ад |
| 135-й ближнебомбардировочный авиационный полк          | 13.09.1940 — 10.02.1942 | Су-2, вошёл в состав ВВС 21-й армии |
| 74-й штурмовой авиационный полк                        | 10.07.1941 — 21.09.1941 | 20 Ил-2 (из них 10 неисправных), вошёл в состав 6-й раг |
| 47-я отдельная корректировочная авиационная эскадрилья | 22.06.1941 — 10.02.1942 | 1 У-2, 1 И-15, 0/1 Р-5, 4/2 P-Z, вошла в состав ВВС 21-й армии |
| 87-й истребительный авиационный полк                   | 01.08.1940 — 05.08.1941 | 60 И-16 и 4 МиГ-3, расформирован |
| 247-й истребительный авиационный полк                  | 01.04.1941 — 05.07.1941 | МиГ-3, убыл во 2-й зиап |
| 43-й истребительный авиационный полк                   | 24.10.1941 — 10.02.1942 | И-16, И-153, вошёл в состав ВВС 21-й армии |
| 17-й истребительный авиационный полк                   | 10.08.1941 — 09.1941    | ЛаГГ-3, вошёл в состав 63-й ад |
| 91-й истребительный авиационный полк                   | 01.12.1941 — 10.02.1942 | ЛаГГ-3, вошёл в состав ВВС 21-й армии |
| 92-й истребительный авиационный полк                   | 01.06.1941 — 26.09.1941 | И-153 и И-16, попал в окружение в районе Киева. Летный состав перелетел из киевского «котла» в Харьков, технический состав прорывался из окружения с боями в направлении Харькова. Убыл в 11-й зиап. |

## Участие в операциях и битвах
- Приграничные сражения — с 22 июня 1941 года по 29 июня 1941 года.
- Киевская операция — с 7 июля 1941 года по 26 сентября 1941 года.
- Тираспольско-Мелитопольская оборонительная операция — с 27 июля по 28 сентября 1941 года.
- Донбасская операция — с 29 сентября по 4 ноября 1941 года.
- Ростовская операция — с 17 ноября по 2 декабря 1941 года.
- Барвенково-Лозовская операция — с 18 января 1942 года.

С началом Великой Отечественной войны в первые налёты вражеской авиации на аэродромы дивизии к 27 июня 1941 года было уничтожено 33 и повреждено 153 самолёта дивизии, в воздушных боях было потеряно ещё 14 самолётов. В тяжёлых оборонительных боях под Киевом командир дивизии, штаб и управление попали в окружение, из которого вышли в октябре 1941 года.

## Базирование
| Период               | Аэродромы          |
| -------------------- | ------------------ |
| 08.1940 — 01.07.1941 | Тарнополь, Украина |

## Герои Советского Союза
- Зеленко, Екатерина Ивановна, старший лейтенант, заместитель командира 5-й эскадрильи 135-го ближнебомбардировочного авиационного полка 16-й смешанной авиационной дивизии военно-воздушных сил 6-й армии Юго-Западного фронта Указом Президента СССР от 5 мая 1990 года за мужество и героизм, проявленные в годы Великой Отечественной войны, присвоено звание Героя Советского Союза (посмертно).